# Mountainbike-Weltmeisterschaften 2000
Die 13. Mountainbike-Weltmeisterschaften fanden vom 3. bis 11. Juni 2000 in der spanischen Sierra Nevada statt. Es wurden insgesamt zwölf Entscheidungen in den Disziplinen Cross Country, Downhill und Dual ausgefahren.

## Cross Country

### Männer (42,8 km)
| Platz | Land | Athlet          | Zeit         |
| ----- | ---- | --------------- | ------------ |
| 1     | FRA  | Miguel Martinez | 2:17:38 Std. |
| 2     | CAN  | Roland Green    | 2:20:30 Std. |
| 3     | NED  | Bart Brentjens  | 2:22:29 Std. |

### Frauen (33,5 km)
| Platz | Land | Athletin      | Zeit         |
| ----- | ---- | ------------- | ------------ |
| 1     | ESP  | Marga Fullana | 2:07:42 Std. |
| 2     | CAN  | Alison Sydor  | 2:11:09 Std. |
| 3     | ITA  | Paola Pezzo   | 2:11:56 Std. |

### Männer U23 (38,7 km)
| Platz | Land | Athlet                | Zeit         |
| ----- | ---- | --------------------- | ------------ |
| 1     | ESP  | José Antonio Hermida  | 2:08:34 Std. |
| 2     | ESP  | Marti Gispert Labarta | 2:12:16 Std. |
| 3     | NZL  | Kashi Leuchs          | 2:12:49 Std. |

### Junioren (29,4 km)
| Platz | Land | Athlet          | Zeit         |
| ----- | ---- | --------------- | ------------ |
| 1     | USA  | Walker Ferguson | 1:43:31 Std. |
| 2     | ESP  | Iñaki Lejarreta | 1:44:01 Std. |
| 3     | SUI  | Florian Vogel   | 1:44:19 Std. |

### Juniorinnen (20,1 km)
| Platz | Land | Athletin          | Zeit         |
| ----- | ---- | ----------------- | ------------ |
| 1     | SUI  | Sonja Traxel      | 1:23:42 Std. |
| 2     | POL  | Maja Włoszczowska | 1:25:26 Std. |
| 3     | GBR  | Nicole Cooke      | 1:26:01 Std. |

### Staffel
| Platz | Land | Athleten                                                          | Zeit         |
| ----- | ---- | ----------------------------------------------------------------- | ------------ |
| 1     | ESP  | Roberto Lezaun Marga Fullana Iñaki Lejarreta José Antonio Hermida | 2:08:14 Std. |
| 2     | SUI  | Christoph Sauser Florian Vogel Barbara Blatter Silvio Bundi       | 2:13:04 Std. |
| 3     | ITA  | Marco Bui Leonardo Zanotti Mirko Faranisi Paola Pezzo             | 2:14:17 Std. |

## Downhill

### Männer
| Platz | Land | Athlet         | Zeit        |
| ----- | ---- | -------------- | ----------- |
| 1     | USA  | Myles Rockwell | 3:55,01 min |
| 2     | GBR  | Steve Peat     | 3:55,59 min |
| 3     | FRA  | Mickael Pascal | 3:55,69 min |

### Frauen
| Platz | Land | Athletin               | Zeit        |
| ----- | ---- | ---------------------- | ----------- |
| 1     | FRA  | Anne-Caroline Chausson | 4:18,13 min |
| 2     | FIN  | Katja Repo             | 4:19,26 min |
| 3     | USA  | Marla Streb            | 4:20,03 min |

### Junioren
| Platz | Land | Athlet               | Zeit        |
| ----- | ---- | -------------------- | ----------- |
| 1     | FRA  | Julien Poomans       | 4:08,19 min |
| 2     | AUS  | Michael Hannah       | 4:08,42 min |
| 3     | FRA  | Jean-Paul Labossière | 4:10,65 min |

### Juniorinnen
| Platz | Land | Athletin        | Zeit        |
| ----- | ---- | --------------- | ----------- |
| 1     | USA  | Kathy Pruitt    | 4:33,08 min |
| 2     | GBR  | Helen Gaskell   | 4:37,11 min |
| 3     | GBR  | Fionn Griffiths | 4:37,34 min |

## Dual

### Männer
| Platz | Land | Athlet           |
| ----- | ---- | ---------------- |
| 1     | AUS  | Wade Bootes      |
| 2     | USA  | Brian Lopes      |
| 3     | FRA  | Mickael Deldycke |

### Frauen
| Platz | Land | Athletin               |
| ----- | ---- | ---------------------- |
| 1     | FRA  | Anne-Caroline Chausson |
| 2     | USA  | Tara Llanes            |
| 3     | FRA  | Sabrina Jonnier        |